# Újezd u Boskovic
Újezd u Boskovic település Csehországban, a Blanskói járásban. Újezd u Boskovic Valchov, Doubravice nad Svitavou, Boskovice, Lhota Rapotina, Ludíkov és Němčice településekkel határos. Lakosainak száma 454 fő (2024. január 1.).

## Népesség
A település lakosságának változását az alábbi diagram mutatja:
| Lakosok száma | 500  | 580  | 652  | 580  | 499  | 444  | 487  | 486  | 473  | 454  |
|               | 1869 | 1890 | 1921 | 1950 | 1980 | 2001 | 2017 | 2019 | 2022 | 2024 |